# Jacqueline Ki Zerbo
Jacqueline Ki-Zerbo, née Coulibaly le 23 septembre 1933 à Ségou (Soudan français) et morte le 15 décembre 2015 à Ouagadougou (Burkina Faso), est une militante pour les droits des femmes, le développement endogène de l’Afrique et de la démocratie.

## Biographie
Jacqueline Ki-Zerbo effectue ses études secondaires à Dakar au Sénégal où elle obtient son baccalauréat. En 1956, elle décroche sa licence d’anglais à la Sorbonne à Paris.
Après avoir enseigné l’anglais à Dakar, elle est nommée directrice du cours normal de jeunes filles de Ouagadougou en 1961 où elle reste jusqu’en 1974. Fervente défenseur de la condition de la femme, Jacqueline Ki Zerbo est membre fondateur de l’Entraide féminine voltaïque.
Dans les années 1960, elle rejoint la Guinée pour soutenir Ahmed Sékou Touré. Dans la mémoire collective Jacqueline Ki-Zerbo est une figure déterminante dans les évènements du 3 janvier 1966 En effet, Ce jour-là, elle a conduit un groupe de femmes et de jeunes filles qui marche sur la présidence avec des pancartes où il était inscrit « de l’eau, du pain et la démocratie pour le peuple ».
Elle meurt le 15 décembre 2015 à Ouagadougou et est enterrée à Toma dans la province de Nayala.

## Distinctions
- 1984 : Prix Paul G. Hoffmann pour son travail remarquable en matière de développement national et international[1].
- 1994 : Nomination parmi les hommes et les femmes les plus admirés par The American BiographicalInstitute’s.
- 1994 : Nomination « Femmes pionnières d’Afrique » par la Fédération des Associations de femmes juristes d’Afrique.
- 2008 : Elle est décorée chevalier de l’Ordre national du mérite des arts, des lettres et de la communication avec agrafe « littérature orale et écrite » dans le cadre de la Foire internationale du livre de Ouagadougou (FILO)[5]